# Библиотека имени Л. Н. Толстого (Новосибирск)
Библиотека имени Л. Н. Толстого — культурное учреждение, расположенное в Октябрьском районе Новосибирска. Одна из старейших новосибирских библиотек.

## История

### Дореволюционный период
По мнению исследователей И. Ф. Цыплакова и К. А. Нечаева часть книжного фонда учреждения образовали книги из библиотеки, основанной инженером Григорием Будаговым в 1894 году на базе школы для детей строителей железнодорожного моста.
Закаменскую библиотеку в рабочем районе пос. Ново-Николаевского (ныне — город Новосибирск) начало развивать созданное предпринимателями, просветителями и меценатами в 1909 году «Общество попечения о народном образовании». В 1910 году с помощью редакции газеты «Обская жизнь» Общество сумело сформировать книжный фонд в 200 экземпляров литературы, и, кроме того, сумело собрать средства для нужд библиотеки. В Закаменском районе Общество взяло для неё в аренду дом купца Г. Д. Маштакова, впоследствии Общество устраивало здесь воскресные народные чтения.
Открытие учреждения состоялось в сентябре 1910 года на Береговой улице возле реки Каменки, она была бесплатной. В 1910—1913 годы книжный фонд составлял около 1000 экземпляров. В 1913 году библиотека выдала 9,4 тыс. экземпляров литературы, за три года количество читателей увеличилось с 300 до 600 человек.
После смерти в 1910 году Льва Толстого Обществом попечения на собственном чрезвычайном заседании было решено присвоить учреждению имя великого писателя и собрать в Закаменской библиотеке все его сочинения.
В 1913 году в библиотеку Л. Н. Толстого был передан книжный фонд Общества приказчиков, которое прекратило существование. После этого библиотека стала самой крупной в дореволюционном Ново-Николаевске. Фонд Общества приказчиков остался в центральной части города и образовал основу для «фундаментальной» библиотеки Общества попечения.
Библиотеку называли «рассадником» революционных идей, в 1914 году во время проверки в книжном фонде были обнаружены произведения Карла Маркса, Фридриха Энгельса, Александра Герцена, Владимира Ленина (В. Ильина). Руководителями и участниками воскресных чтений были А. И. Петухов, В. М. Бахметьев, С. М. Сафонова.
В 1915 году Общество попечения о народном образовании переносит в центр города и Закаменскую библиотеку имени Л. Н. Толстого, из-за чего читатели рабочего предместья лишились возможности пользоваться книгами. К этому времени книжный фонд библиотеки насчитывал уже 5000 экземпляров литературы.

### Послереволюционный период
После Февральской революции член Общества попечения преподаватель А. В. Веденяпин решил возродить библиотеку на территории рабочих районов. В обмен на муку он приобрёл часть библиотечного фонда и расположил его в здании на Будаговской улице, после чего стал первым библиотекарем восстановленной библиотеки имени Л. Н. Толстого.
В 1917 году Культурно-просветительская комиссия Ново-Николаевского комитета с.-д. большевиков устраивала в библиотеке собеседования и лекции.
В период Гражданской войны библиотека находилась в здании секретаря Городской управы Кривощёкова и была практически уничтожена белогвардейцами, которые выбросили библиотечные книги на улицу и заняли помещение под военный постой.
В начале 1920 года, после прихода 5-й Красной Армии, библиотека была восстановлена, ей присвоили имя 2-й советской библиотеки имени Толстого.
В 1920-годы учреждением заведовали И. К. Воробьёв (впоследствии известный деятель сибирского книгоиздания и советского просвещения), С. В. Соколовская, О. Н. Каменева. В это десятилетие библиотека вела большую культурную деятельность, на многих предприятиях города были открыты книгоношеские пункты.
В 1920—1930 годы библиотека имени Л. Н. Толстого 15 раз меняла свой адрес.
В послевоенное время учреждение существенно увеличило книжные фонды, библиотека проводила систематическую работу с молодёжью, под её шефством были два общежития Октябрьского района, в которых она проводила читательские конференции, лекции, чтение художественной литературы.
В 1960—1970 годы библиотекой руководила К. П. Кравченко.
В 1960 году, в свой пятидесятилетний юбилей, библиотека получила в дар от читателя фотографию Льва Толстого с писательским автографом.
В 1961 году библиотека имени Льва Толстого получает помещение на улице Восход, 26.
В 2003 году библиотеку посетили 8000 читателей, книжный фонд насчитывал 93000 экземпляров литературы. Руководителем библиотеки в 2003 году была Н. Н. Новикова.

## Роль в культурной жизни Октябрьского района
Библиотека имени Л. Н. Толстого управляет централизованной библиотечной системой Октябрьского района, в состав которой входят 8 библиотек. Она является методическим, информационным и досуговым районным центром. В библиотеке был создан центр развития детского творчества «Росток» для приобщения детей и подростков к книгам.